# バローゾ (装甲艦)

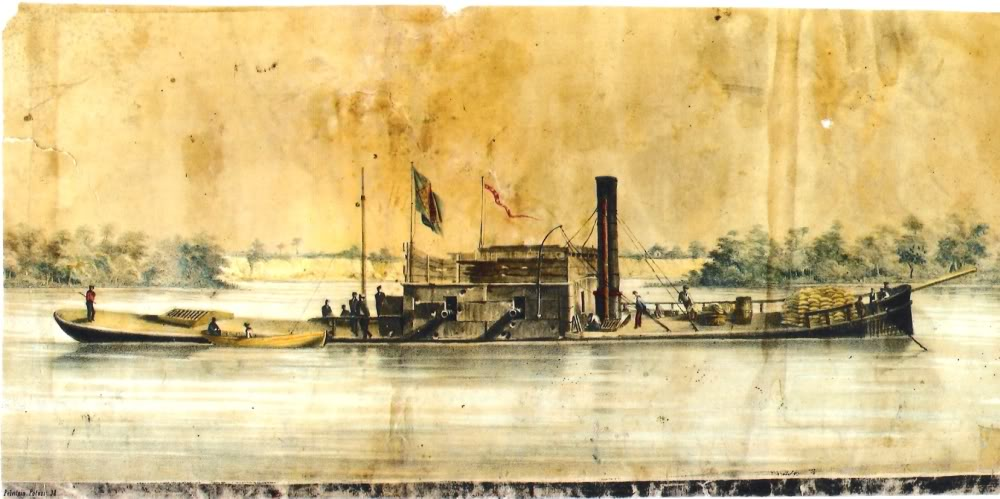
「バローゾ」

バローゾ (Barroso) はブラジル海軍の艦艇。低乾舷で、甲板上に装甲砲廓がある艦である。ブラジル海軍での類別は装甲砲艦 (canhoneira couraçada)。
リオ・デ・ジャネイロの海軍工廠で建造。1965年2月21日起工。1865年11月4日進水。1866年1月11日竣工。同月就役。
パラグアイ戦争中の1865年から1866年にかけて「タマンダーレ」、「バローゾ」、「リオ・デ・ジャネイロ」という基本的な設計は同じ装甲砲艦が建造されたが、「リオ・デ・ジャネイロ」は「タマンダーレ」より船体が長くなっており、また「バローゾ」は拡大型である。3隻の船体は当初は鉄製とされていたが、資材調達の困難さや鉄製船建造の経験不足から木製へと変更となった。
常備排水量980トン、満載排水量1354トン、全長61.44m、幅10.97m、吃水（平均）2.74m。起倒式の1.1mのブルワークを有し、それを含む乾舷は1.7mであった。艦首には青銅製の衝角を備えた。
2気筒単式のトランク機関1基と煙管缶2基を搭載し、出力273図示馬力。1軸推進で、速力8ノット。
兵装はホイットワース120ポンド前装砲1門、同70ポンド前装砲2門、68ポンド滑腔砲2門、12ポンド滑腔砲2門。砲弾が飛び込まないように砲眼は小さくされており、砲の水平方向の指向可能範囲は12度であった。
装甲は錬鉄製で、厚さは装甲帯が中央部102mm、両端部51mm、甲板12.7mm、砲廓102mm。
1866年3月17日、「バローゾ」は「ブラジル」、「タマンダーレ」、「バイア」や輸送船群などと共にパラナ川をパラグアイ川との合流地点まで遡航。3月22日、「バローゾ」など装甲艦4隻他からなるブラジル艦隊はchata（8インチ砲1門搭載の無動力の船）を曳航するパラグアイ汽船「グアレグアイ」の攻撃を受けた。同様の攻撃はその後も行われ、3月28日には「バローゾ」は被弾して6名が死亡し、7インチ砲1門が破壊された。また、「バローゾ」は3月26日から28日にかけてItapirúを砲撃しており、20発被弾した。
1866年9月1日、「バローゾ」は「タマンダーレ」、「リオ・デ・ジャネイロ」、「ブラジル」、「バイア」、「リマ・バロス」とともにCuruzúを砲撃。砲撃は翌日も行われた。9月22日、「ブラジル」などとともにCurupayty砲撃を行い、その際「バローゾ」は13回被弾した。1867年1月8日、「バイア」、「Colombo」とともにCurupaytyを砲撃。
1867年8月15日、「バローゾ」や「ブラジル」他からなるブラジル艦隊はCurupaytyの場所を突破した。
1868年2月19日、「バローゾ」、「バイア」、「タマンダーレ」、「リオ・グランデ」、「アラゴアス」、「パラ」はHumaitáの場所を突破。この際、「リオ・グランデ」、「アラゴアス」、「パラ」はそれぞれ「バローゾ」、「バイア」。「タマンダーレ」に横付けされていた。突破の際、「バローゾ」と「アラゴアス」とをつなぐロープが切られて「アラゴアス」は流されたが、後で再合流している。ブラジル部隊はHumaitáに次いでTimbóの砲台の場所も抜け、正午にTayíで停泊した。この戦闘で3隻が脱落。残る「バローゾ」、「バイア」、「リオ・グランデ」は2月20日にアスンシオン砲撃に向かった。途中、Monte Lindoで倉庫を焼き払うため部隊を上陸させ、Tacambéでは攻撃してきた68ポンド砲2門を沈黙させた。また、スクーナー「Angélica」を曳航するパラグアイ艦「Pirabebé」（「Piraveve」とも）と遭遇するも、「Pirabebé」には逃げられた。ブラジル側はスクーナーを沈めたと主張したが、実際はパラグアイ側が処分したもののようである。アスンシオン砲撃は2月24日に行われた。
3月22日、ないし23日、「バローゾ」と「リオ・グランデ」はパラグアイの「Ygurey」（「Igurey」とも）を沈めた。
7月9日、「バローゾ」と「リオ・グランデ」は20ないし24艘のカヌーに乗ったパラグアイ兵の襲撃を受けたが撃退した。「バローゾ」では12名が負傷した。
1868年10月2日、「バローゾ」など8隻はVilletaまで進むが、水位低下のため10月5日には引き返した。
「バローゾ」は1882年に退役したが、解体されたのは1937年であった。